# カレント (数学)
数学、特に函数解析、微分幾何学や幾何学的測度論(geometric measure theory)では、ジョルジュ・ド・ラーム(Georges de Rham)の意味でk-カレント(k-current)は、滑らかな多様体(smooth manifold) M のコンパクトな台を持つ微分形式 k-形式の空間上の汎函数である。形式的なカレントの振る舞いは、微分形式上シュワルツの超函数に似ている。幾何学的な設定では、ディラックのデルタ函数や、より一般的な M の部分集合に沿った（多重極(multipole)を持つ）デルタ函数の方向微分も、一般化した部分多様体上の積分で表わすことができる。

## 定義
{\displaystyle \Omega _{c}^{m}(M)} で滑らかな多様体(smooth manifold) {\displaystyle M} 上のコンパクトな台を持つm次微分形式の空間を表すとする。カレントは、シュワルツの超函数の意味での連続である {\displaystyle \Omega _{c}^{m}(M)} 上の線型汎函数である。従って、線型汎函数
{\displaystyle T\colon \Omega _{c}^{m}(M)\to \mathbb {R} }
は、次の意味で連続であれば、m-カレントである。滑らかな形式の系列が、すべての同じコンパクトな集合でサポートされていて、{\displaystyle k} が無限に近づくとき、すべての係数の微分が 0 に均一収束するならば、{\displaystyle T(\omega _{k})} は 0 へ収束する。
{\displaystyle M} 上の m-次元カレントの空間 {\displaystyle {\mathcal {D}}_{m}(M)} は、
{\displaystyle (T+S)(\omega ):=T(\omega )+S(\omega ),\qquad (\lambda T)(\omega ):=\lambda T(\omega )}
で定義される作用素を持つ実ベクトル空間である。
シュワルツ超函数論の大半を、最小となるよう調整されたカレントの理論に引き継ぐことができる。たとえば、カレント {\displaystyle T\in {\mathcal {D}}_{m}(M)} のサポートの定義を、{\displaystyle \omega \in \Omega _{c}^{m}(U)} であるときはいつも、{\displaystyle T(\omega )=0} である最大の開集合 {\displaystyle U\subset M} として定義することもできる。
{\displaystyle M} のコンパクトな部分集合である（上記の意味で）サポートをもつ {\displaystyle {\mathcal {D}}_{m}(M)} の線型部分空間は、{\displaystyle {\mathcal {E}}_{m}(M)} と表わされる。

## ホモロジー論
コンパクトな修正可能な(rectifiable)向きつけられた部分多様体 M（次元 m である境界付き多様体(with boundary)）上での積分は、m-カレントを
{\displaystyle [[M]](\omega )=\int _{M}\omega }
と定義することができる。
M の境界(boundary) ∂M が修正可能であれば、積分によりカレントを定義するに充分であり、ストークスの定理により、
{\displaystyle [[\partial M]](\omega )=\int _{\partial M}\omega =\int _{M}d\omega =[[M]](d\omega )}
を得る。これは M のホモロジー上の境界作用素 ∂ と外微分 d とを関連付ける。
この公式から、すべてのコンパクトなサポートを持つ m-カレントに対し、カレント上の境界作用素
{\displaystyle \partial \colon {\mathcal {D}}_{m+1}\to {\mathcal {D}}_{m}}
を
{\displaystyle (\partial T)(\omega ):=T(d\omega )\,}
で定義することができる。

## トポロジーとノルム
カレントの空間は、自然に弱位相(weak-* topology)を持ち、さらに単純化して弱収束と呼ばれる。カレントの系列 Tk が
{\displaystyle T_{k}(\omega )\to T(\omega ),\qquad \forall \omega .\,}
であるとき、カレントは収束すると言う。
全カレントの空間上でいくつかのノルムを定義することが可能である。 そのようなノルムのうちのひとつが質量ノルム(mass norm)である。ω が m-形式であれば余質量(comass)が、
{\displaystyle \|\omega \|:=\sup\{|\langle \omega ,\xi \rangle |\colon \xi {\mbox{ is a unit, simple, }}m{\mbox{-vector}}\}.}
により定義することができる。ω が単純(simple)な m-形式とすると、その質量ノルムは、係数の普通の L∞-ノルムである。従って、カレント T の質量は、
{\displaystyle \mathbf {M} (T):=\sup\{T(\omega )\colon \sup _{x}|\vert \omega (x)|\vert \leq 1\}}
で定義される。
カレントの質量は、一般化された曲面のウェイト領域(weighted area)を表わす。M(T) < ∞ であるカレントは、適切なウェイトを測ることのできる部分多様体上の積分により表現することができる。このことが、ホモロジカルな積分(homological integration)の出発点である。
中間のノルムは、ホイットニーの平坦ノルム(flat norm)であり、
{\displaystyle \mathbf {F} (T):=\inf\{\mathbf {M} (T-\partial A)+\mathbf {M} (A)\colon A\in {\mathcal {E}}_{m+1}\}}
により定義される。
2つのカレントは、それらが小さなほうから離れていれば、質量ノルムの中で閉である。一方、小さな変形で一致すれば、平坦ノルムと一致する。

## 例
{\displaystyle \Omega _{c}^{0}(\mathbb {R} ^{n})\equiv C_{c}^{\infty }(\mathbb {R} ^{n})\,}
より、次の式が 0-カレントを定義する。
{\displaystyle T(f)=f(0).}
特に、すべての符号付き正則な測度 {\displaystyle \mu } は 0-カレントである。
{\displaystyle T(f)=\int f(x)\,d\mu (x).}
(x, y, z) を P3 の座標とすると、次の式は 2-カレントを定義する（定義は多くあるがそのうちの一つ）。
{\displaystyle T(a\,dx\wedge dy+b\,dy\wedge dz+c\,dx\wedge dz)=\int _{0}^{1}\int _{0}^{1}b(x,y,0)\,dx\,dy.}